# Tour First
Tour First是位於法國首都巴黎拉德芳斯的一座摩天大樓。

## 历史
Tour First由兩棟摩天大樓組成，第一座修建於1974年，高159米。第二座於2007年開始建設，在2011年竣工，高231米，是巴黎第二高的建築，僅次於艾菲爾鐵塔。

## 外部連結
- Tour First （Insecula）